# Daniel Le Hirbec
Daniel Le Hirbec (6 mars 1621, Laval - 1647), navigateur français. Il effectue au XVIIe siècle des voyages aux Antilles, aux Pays-Bas et en Italie. il est connu par ses voyages aux Antilles, dans les Pays-Bas et en Italie, dont il a laissé le récit en deux petits cahiers autographes. A l'instar de François Pyrard, les habitants de Laval étaient souvent associés à ceux de Vitré pour participer aux mêmes entreprises et courir la même fortune du fait de leur proximité et leurs liens d'histoire.

## LaNotre-Dame
Daniel Le Hirbec entreprit son voyages aux Antilles pour des affaires commerciales. Il partit de Laval le 6 mars 1642, arrive à Nantes le 8 mars 1642, puis rejoint la « Notre-Dame à la Martinière le 22 mars 1642. Après un premier départ infructueux, il part de Saint-Nazaire le 19 avril 1642.
Le Hirbec, partit de Saint-Nazaire sur un bâtiment de 80 tonnes seulement, comprenant 65 hommes, tant passagers que de l'équipage. À cette époque, les navigateurs voguaient dans des conditions très précaires et il fallait posséder une forte dose d'insouciance et de naïveté pour oser faire des traversées sur des navires primitifs comme la « Notre-Dame ». Le capitaine du bateau est François de Thoumeau

## Navigation à vue
Le bateau suivit son cap vers les Petites-Antilles sans connaître de grosses difficultés de traversée. Les marins auxquels il avait confié son sort se dirigeaient empiriquement au milieu des océans.

## Les Petites-Antilles
Après trente-cinq jours de traversée dans des conditions d'hygiène et de route déplorables, la « Notre-Dame », le bateau rejoint Barbuda le 3 juin 1642. Le Hirbec séjourna à la Martinique du 8 juin 1642 jusqu'au 22 août 1642 "pour y traicter de marchandises".

### La Martinique
« Je mins pied à terre le mesme jour en ladite ille et y seiourné pour y traitter des marchandises jusques au 22 aoust 1642. Laditte ille est fort belle et agréable quoique fort montaigneuse et est habituée par les François qui y recueillent nombre de fort bon petum, cotton, sucre et autres marchandises auxquelles ladite ille est fort fertille, et pareillement en vivres, scavoir en maniocs pour faire la cassave et ouicou qui est le pain et la boisson dudit pays, plusieurs sortes de bons pois à manger; la chasse y est fort bonne pour beaucoup de sortes de gibiers, scavoir agoutys et lésars qui sont fort excellents outre les crabiers, perroquets, ramiers, perdrix, tourtres, ortollans et plusieurs autres sortes d'oyseaux dudit pays. La pesche y est grandement bonnne pour toutte sorte de bon poysson scavoir lamantin, tortue caret, carangues et plusieurs autres sortes; ils ont pareillement plusieurs sortes de bons fruits, comme ananas, gouyaves, limons, citrons, oranges douces et aigres, bananes, figues, patattes et plusieurs autres sortes; et ce qui est à admirer audit pays, c'est que tout cela vient en peu de temps et sans beaucoup de paine, mesme la vigne qui porte son fruit au bout de trois ou quatre mois quant elle est cultivée; il y a fort bon ordre entre les abitans desdits lieux pour ce qui est despant de l'art militaire, et sont fort soigneux de les y bien dresser. »

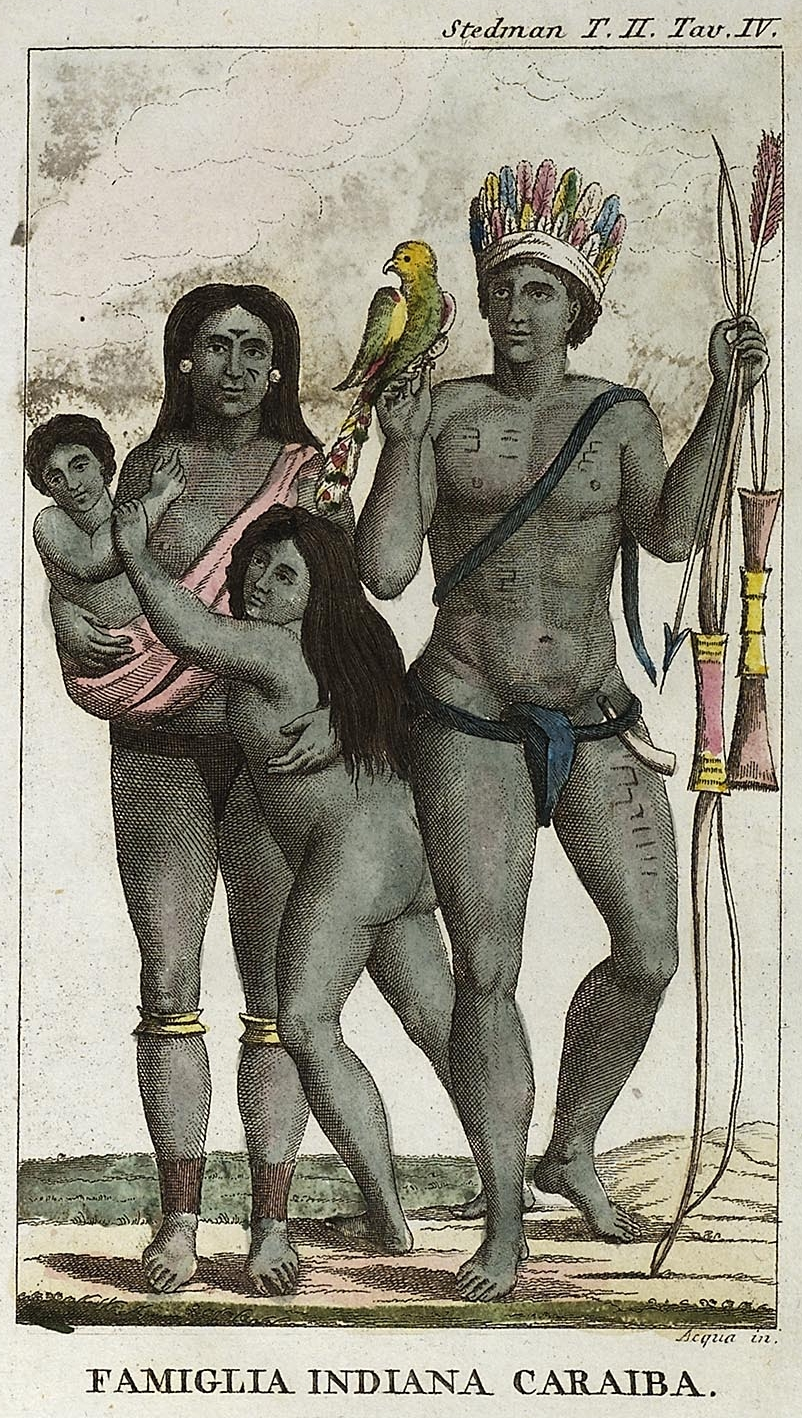
Représentation d'une famille caraïbe par John Gabriel Stedman.

Il indique la présence des Kalinago dans une partie de l'île avec en référence l'installation et l'expansion des Français qui créent des tensions et un conflit avec les autochtones. Le témoignage de Le Hirbec se fait avant que les Kalinagos furent décimés ou expulsés en 1658 par les colons français.
« Il y a de l'autre costé de l'ille un cartier qui est habitué par les sauvages Caraybes sur lesquels on a conquis ladite ille et tout ledit pays; ils ont bien donné de la paine au commancement que l'on estoit en guerre contre eux et ont bien tué du monde avec leurs flèches et boutouz qui sont leurs espées et armes, mais à présent on est en paix avec eux qui est un grand bien et repos pour lesdits abitans, auxquels ils servent beaucoup d'autant qu'ils ont toujours quelque choses de bon d'eux pour peu de chose; c'est ung grand plaisir et divertissement de converser avec lesdits sauvages dedans leurs carbets et voir les accions et maximes qu'ils observent entre eux ce qui est estonnant les voyant tant masles que femelles tous nuds. »

### Petites-Antilles
Il resta pendant huit mois dans ces îles, passant de l'une à l'autre, revenant plusieurs fois à chacune d'elles, recueillant des observations sur leurs productions et leurs habitants.
Le 24 août 1642, il est en Guadeloupe, puis le 26 août 1642 à Montserrat, puis 26 août 1642 à l'île Niévès dont il signale la présence d'eaux propre au thermalisme. Le 30 août 1642, il est à Saint-Christophe partagée alors entre les Anglais et les Français.
« Le landemain dimanche dernier jour d'aoust nous fismes voille et mouillâmes le mesme jour à la rade de la Basse-Terre de S'-Cristophe laquelle est la principale isle de toutes les autres, et est abituée par les François et Anglois qui ont chascun leurs cartiers séparés, et les deux généraulx des illes de Laméricque des deux nations y font leur demeure. Ceste isle est fort bien policée et agréablement abituée par ung bien plus grand nombre d'hommes et fammes que les autres précédentes illes. Ils y ont aussi beaucoup de comodités nécessaires et s'y faict le meilleur pettun de toutes les autres illes. La justisse y est establie avec fort bon ordre. »

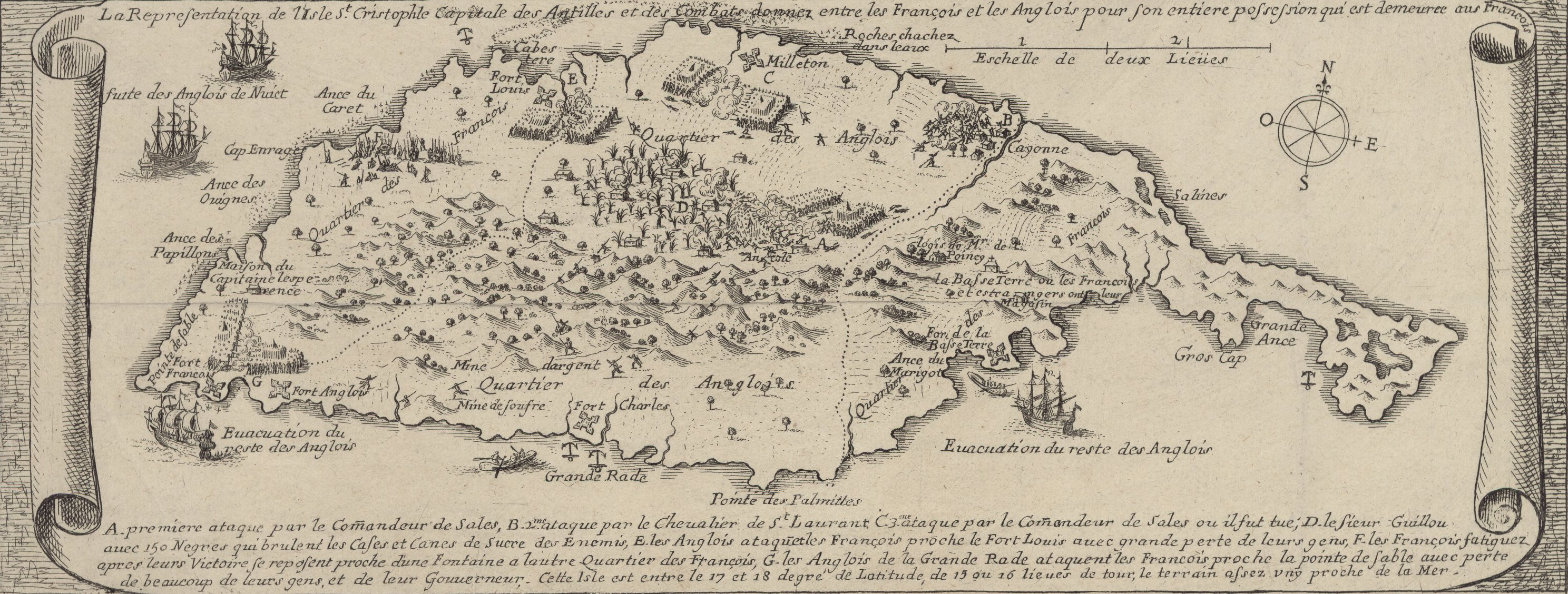
Carte de l'île de Saint-Christophe pendant la guerre de 1666

La dernière phrase de Le Hirbec fait indirectement référence au Génocide des Kalinago de 1626. Le trafic européen dans la région est important. Le 17 septembre 1642, lors d'un ouragan, Le Hirbec compte ainsi plus d’une vingtaine de navires de toutes les nations tant français, que flamands et anglais, dans la rade de Saint-Christophe.
« Le 31e dudit mois je m'embarqué aux Niefures dans le navire du cappte Denis anglois lequel estoit en fribuste et venoit de courir le Pérou, nous arivasmes le mesme jour à la grande rade de St Christophle. Le 5e jour de janvier 1643 nostre frégatte ariva à la rade de la BasseTerre de ladite isle, auquel lieu je m'embarqué le landemain et allâmes moiller à la pointe de Sable ».
Il retourne en novembre 1642 en Martinique. Le Hirbec raconte qu'il passa de l'île Niévès à celle de Saint-Christophe sur « la frégate du capitaine Denis, angloys, qui estoit en fribuste et venoit de courir le Pérou. », indiquant qu'il se mettait ainsi « en flibuste ». . Le 8 janvier 1643, il est à Saint-Eustache.

## Retour en Europe
Le 2 février 1643, il s'embarqua pour rentrer en Europe. Jean Cranes de Flessingue embarque Daniel Le Hirbec à la Martinique à bord de la Lifde, un navire de 150 tonneaux, avant de gagner la Hollande. Le but était d'éviter les corsaires barbaresques qui enlevaient des navires jusque sous le canon des forts qui défendaient les Açores.
Il est sur un navire de 150 tonneaux, qui supporta deux terribles coups de vent. Son voyage dura 46 jours, dont 29 de mer seulement et 17 de séjour aux Açores, après une tempête.
Les observations n'étaient pas d'une précision absolue, car le capitaine Jean Cranes, de Flessingue, qui ramena Le Hirbec en Europe, aperçut la côte de France à hauteur de Belle-Île-en-Mer; or il se dirigeait vers Saint-Martin-de-Ré, près de La Rochelle et il lui fallut redescendre au sud jusqu'à ce port.
Le Hirbec repartit par mer, le 18 avril 1643, pour les Pays-Bas, arriva le 21 avril 1643 à Flessingue, parcourut divers ports.

## La Hollande
Le 25 avril 1643, il visite l'académie et l'Université de Leyde. Le 27 avril 1643, il est à Amsterdam.
« Partie de ladite ville le samedy suivant 25° dudit et arivé le mesme jour en la ville de Laide, bonne ville de Hollande auquel lieu est l'université de la Hollande et académie pour leurs docteurs; ils ont une belle mayson particullière où sont leurs anatomies qu'ils appellent Senecambre, où l'on voit trois ou quatre peaux d'hommes escorchés, plusieurs anatomies d'hommes, fâmes, enfants et de plusieurs animaux à 4 pieds rares et communs, et de plusieurs sortes d'oiseaux et poissons mesme jusques à ung balaineau et autres raretés fort belles et entr'autres choses deux corps entiers d'un roy et sa fille qu'ils disent estre morts avant la venue de notre Seigneur; ils sont ensevelis d'une fasson qui faict croire que sela est fort ancien, on ne leur voit que le visage »

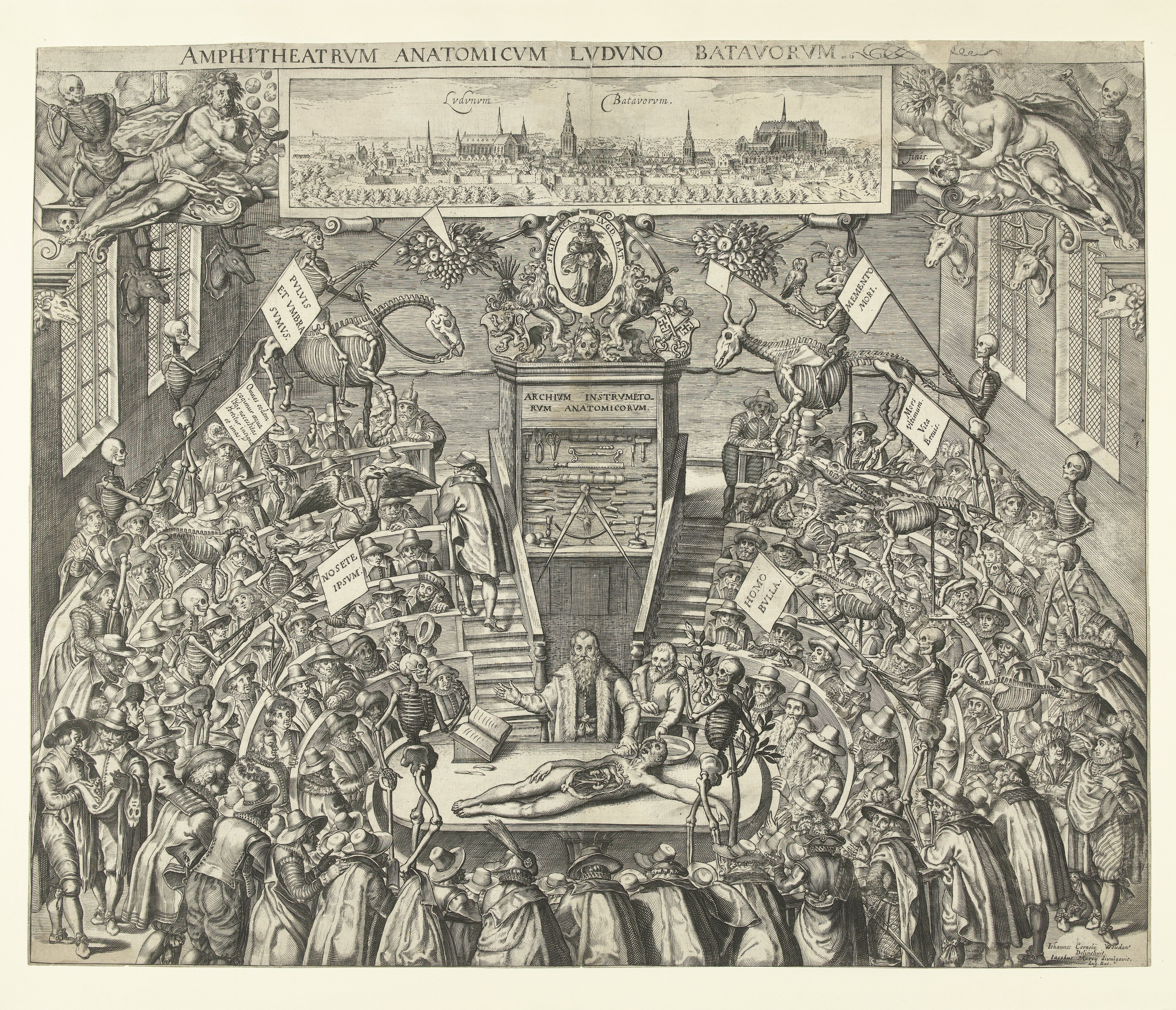
Theatrum anatomicum, Théâtre anatomique de Leyde, 1609

Il se rembarqua le 23 mai 1643 aborda le 27 mai 1643 à Saint-Malo, et rentra à Laval le 31 mai 1643 après quinze mois d'absence.

## L'Italie
Le Hirbec n'indique pas les motifs qui le conduisirent en Italie. Il partit de Laval le 9 août 1643, passa par Tours et arriva à Lyon où il demeura jusqu'au 30 novembre 1643. Il traversa ensuite Vienne, Tournon, Pont-Saint-Esprit, Avignon, Nimes, Montpellier.
« Le lendemain 8 décembre je suis party de ladite ville pour aller coucher au pont de Lunel et ensuitte le 9° de Montpellier ville du Languedoc grandement renommée tant pour la grandeur et la beauté de ladite ville fort bien fortifiée et garnie d'une bonne citadelle régulière que pour l'Université qui est la première du monde pour l'utilité des escoliers en médecine, lesquels ont la comodité du jardin royal où il se voit toutte sorte d'herbes médecinalles, le tout tenu en très bon ordre. Les issues et promenades sont agréables outre la grande quantité de belles damoyselles que l'on y voit, ce qui rend ladite ville d'autant plus divertissante pour la libre fréquentation que vous pouvez avoir de leur compagnie. »
Il va ensuite à Marseille, et arriva à Gênes le 22 décembre. Il devait quitter l'Italie le 9 mars 1644, après y avoir séjourné environ 68 jours et visité Livourne, Piombino, Castiglione, Civita-Vecchia, Rome (du 13 janvier 1645 au 21 février 1645). Il y visite notamment la Basilique Saint-Jean-de-Latran.
«  Il est presque impossible de traicter des églises qui sont à Rome pour estre en sy grand nombre qu'il passe deux cent quarante. Comme l'on peult voir par quelque livre particulier qui en faict mantion; la plus ancienne et principalle desdites églises et evesché du Saint-Père est Saint-Jean de Latran laquelle fut bastie par Constantin le Grand au lieu où estoit son pallais devant ladite église. Il y a une belle pyramide ou éguille égyptienne fort antique et de belle grandeur couverte de lettres hyeroglifiques; c'est une des sept où il y a grande indulgence à la visiter. Notre roy y présente deux chanoines à Sa Sainteté en considération des bienfaicts récents de sa majesté : tous les ans à certain jour, il s'y faict ung servisse fort solennel à la mémoire glorieuse de Henry le Grand; l'ambassadeur, le cardinal protecteur de France et quantité de seigneurs affectionnés pour la France, avec tous les François ne manquent jamais de s'y trouver en bel ordre et d'assister au servisse. C'est notre Roy qui est protecteur de ceste église et ses armes le tesmoignent hautement estant au-dessus de la porte principalle, avec celles de l'ambassadeur et du cardinal protecteur; l'église est ornée de plusieurs beaux autels enrichis de mille belles figures dont l'excellance est agréablement bien relevée par le meslange de l'or et de l'argent; au bout de la grande nef est un beau tabernacle où se conservent les restes de saint Pierre et saint Pol; dans ceste église on voit l'image miraculeuse de Notre-Seigneur, le sépulchre de Sainte-Hellaine et dans la sacristie plusieurs belles reliques, entre autres une belle croix donnée par Constantin; vers la porte est le sépulchre fort superbe de la maison des Colonne, qui est de bronze parfaictement bien travaillé. »

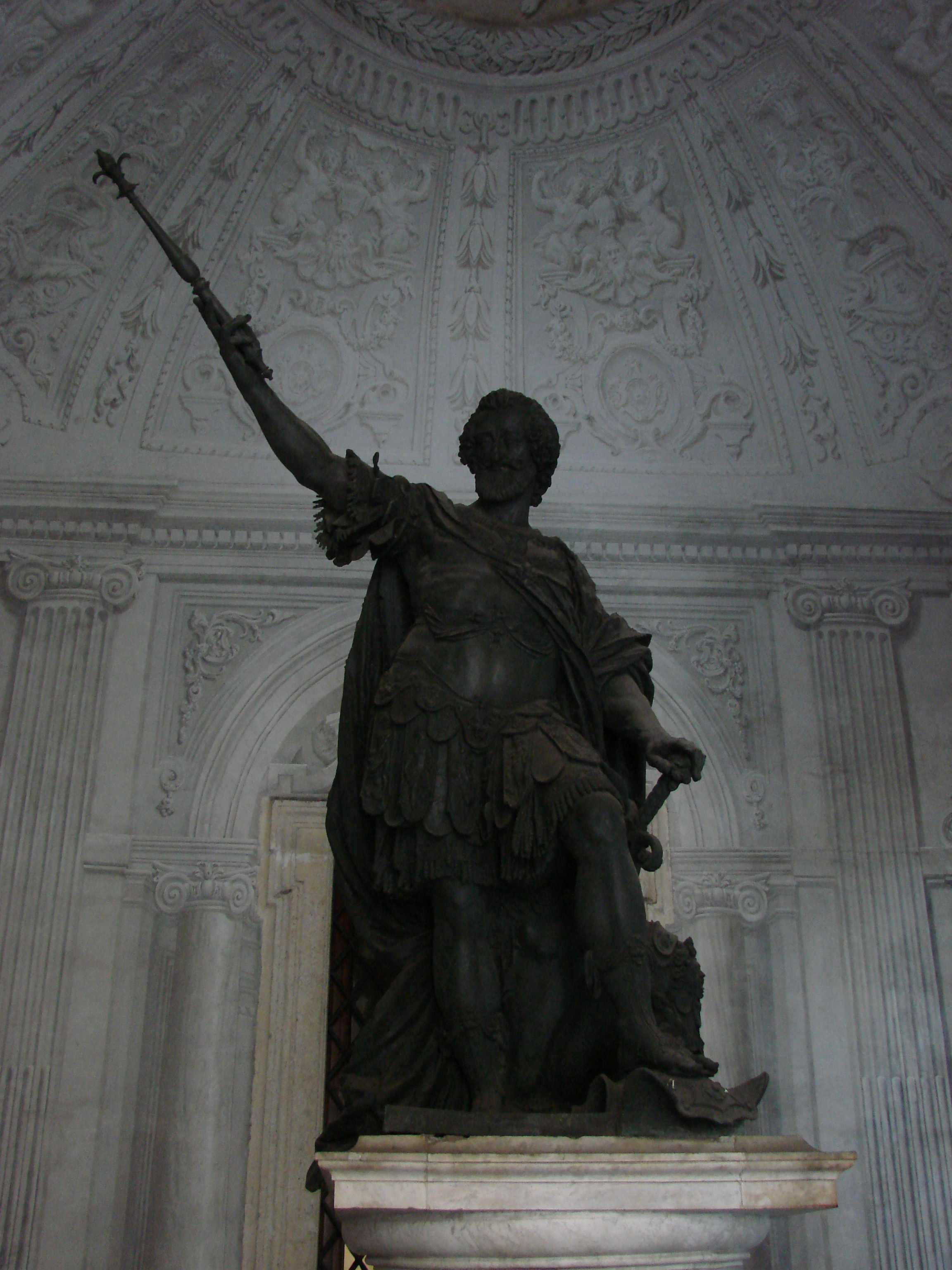
Statue de bronze d'Henri IV en imperator, sculptée en 1608 par Nicolas Cordier, sous le portique du transept droit de la basilique.

Il va ensuite à Viterbe, Sienne, Florence, Pise, Lucques et Livourne où il se rembarqua. Partout il s'inquiète des curiosités et décrit avec un visible plaisir les antiquités, les monuments, les œuvres d'art qu'il recontre. On y remarque principalement les précautions vexatoires prises dans certaines villes d'Italie contre les étrangers, et qui devaient avoir pour effet de restreindre singulièrement le nombre des voyageurs.
« Lucques est une petitte républicque laquelle se maintient assez bien, touttes ses dépandanses consistent en quelques chateaux, bourgs et villages aux environs d'icelle, elle est soubs la protection du roy d'Espagne et comme en société avec celle de Gennes. On ne peut antrer dedans ladite ville que premièrement on n'y baille son nom, celuy de son père, dire le lieu de sa naissance, d'où on vint, quelles affaires on a, le temps que l'on y veult séjourner, après quoy on vous baille certain petit billet pour antrer en ville, y ayant pour ce sujet des bureaux et gens exprès à touttes les portes qui sont au nombre de trois, auxquels lieux on est mesme obligé de poser les armes que l'on porte, que vous reprenez en sortant, à la réserve seulement de votre espée sy elle est de longueur, laquelle vous pouvez porter jusques à vostre hostellerie seulement et non davantage et lorsque vous y estes entré l'hoste vous advertit de la quitter et vous demande le billet que l'on vous a donné à la porte, sans lequel il n'oseroit vous avoir logé soubs peine de payer 25 escus et en outre on est obligé de le rendre. à la porte le lendemain soubs peine de dix autres escus »
« Livourne est une ville appartenante au grand duc de Toscane, ayant été bastie et mise en l'état où elle est par ses prédécesseurs et luy, ayant reconnu la bonté et la commodité du port pour estre nécessaire tant pour le relâchement de plusieurs vaisseaux faisant leur route que pour y établir un bon négosse, Dans la nuit du 11 au 12 janvier 1644, nous arrivasmes au port de Sivita Vecquia, et le matin, après avoir fait voir tous nos bulletins, nous entrasmes dans la dite ville, laquelle est au pape.. la dite ville est bien fortifiée à cause de son port lequel est fort hanté pour la commodité des vaisseaux passants et de ceux qui négocient vers Rome... Le même jour 12 nous partismes de la dite ville et arrivasmes par terre le lendemain 13 janvier 1644 à Rome. . »

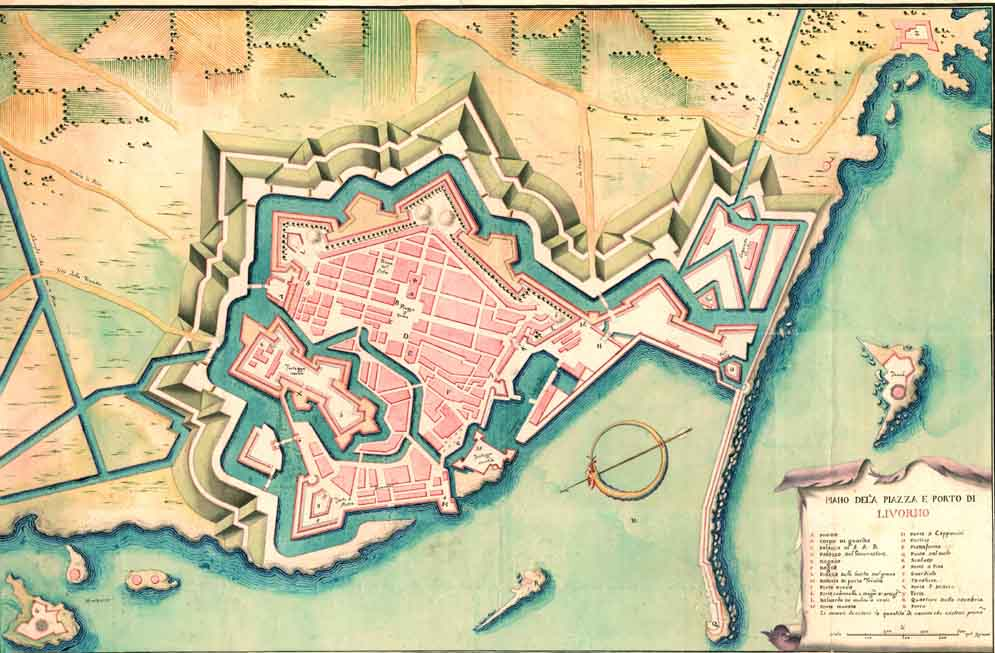
Livourne au XVIIe siècle.

Il part d'Italie le 14 mars 1645. A cette époque, les mers étaient peu sûres : La Méditerranée et les côtes d'Afrique étaient infestées par les corsaires barbaresques qui parcouraient les mers sur des navires - turcs et mauresques. En revenant d'Italie, entre Livourne et Marseille, il aperçut trois navires turcs "qui ne lui présageaient rien de bon".
« Après avoir séjourné en ladite ville j'en party le 4o dudit mars 1644 et arivé le mesme jour à Livourne, où estoient les deux gallères qui avoient amené Monseigneur de Saint-Chamont pressé de partir deux jours après et m'attendois de m'ambarquer sur l'une d'icelles, mais sur les entrefettes le jour qui devoit estre celuy de leur départ, il survint ung grand vent, fort dangereux et impétueux en ce port lequel les obligea d'arester deux ou trois jours pour laisser calmer la mer pendant lequel temps ayant eu ordre d'attendre M. le marquis de Fontenay, lequel venant de finir son ambassade vers Sa Sainteté s'en retournoit en France, ce qu'ayant veu et considéré le temps de tout ce retardement je me resous de m'embarquer sur une barque de Marseille soubs la conduitte du patron Boisson et fismes voilles le mercredy 9o dudit vers l'heure du midy et arivasmes à la chesne de Marseille assez heureusement le dimanche suivant 13 vers la minuit, sans avoir autre rencontre dans notre routte sinon de trois vesseaux Turcs un peu esloignés de nous, nous usmes presque toujours le vent contraire, mais n'estant, Dieu mercy, bien grand nous suisvimes toujours la coste au vent au mieux qu'il nous fut possible. »
Il put rentrer dans sa ville natale où il épousa Françoise Pinart. Il eut une fille nommée Marie, 1646 et un fils Jean, baptisé le 19 juin 1647.

## Famille
Fils d'une ancienne famille lavalloise (qui se qualifia de sieur de La Brosse en Argentré), Daniel Le Hirbec, sieur de Chambray, quitta Laval le 6 mars 1642 pour rejoindre Saint-Nazaire où il s'embarqua sur la "Notre-Dame", le 19 avril.
Les armes des Le Hirbec étaient d'argent à 3 fasces de gueules portant en chef une croix ancrée de... accompagnée d'une molette ou étoile à gauche et d'un croissant à droite

## Publications
- Voyages de Daniel Le Hirbec, de Laval, aux Antilles, aux Pays-Bas et en Italie, 1642-1644, manuscrits du cabinet de feu Louis-Julien Morin de la Beauluère, publiés par Louis de La Beauluère, avec une préface et des notes de Émile Moreau. Laval : impr. de L. Moreau, 1890, in-8 ̊ , 92 p.  Voir en ligne